# 土井新吉
土井 新吉（どい・しんきち、1925年10月18日 - 2004年6月16日）は、日本国のスポーツジャーナリスト。

## 経歴・人物
- 北海道出身。
- 早稲田大学卒業後、日刊スポーツ新聞社に入社[1]。
- 日刊スポーツでは運動部に配属されると、スポーツ取材に駆け回り、特にゴルフをメインとしていたこともあり、ゴルフのあらゆることに精通していたことで知られた[1]。
- 1964年に日刊スポーツ編集局運動部次長を拝命。自身の部下に佐田啓二（俳優）の義弟がいたことからその年の8月に部下と共に長野県蓼科の佐田啓二別邸で休暇を過ごし、仕事のために帰京する佐田の専用車に便乗していた処、その車が山梨県韮崎市で事故を起こし、自身は顔に二ヶ月の負傷を受傷したが後部座席に乗っていた佐田が亡くなるという悲劇に見舞われたこともある[2]。
- 日刊スポーツでは最終的に編集局編集委員を務め、1983年に同社を退職し、フリーのスポーツジャーナリストへ転身した[1]。
- 1988年に日本ゴルフジャーナリスト協会が設立されると初代会長に就き、2004年まで16年間務める[1]。
- 日本ゴルフ協会（JGA）では長らく広報委員を務め、日本ゴルフ界発展に力を尽くす。2003年の日本シニアオープンゴルフ競技の際にはゴルフ人口拡大のための資金作りを図るためプロ・アマ大会実施に踏み切るなどの競技改革に関する広報も行った[3]。
- また年ごとにめまぐるしく替わるゴルフルールに対応したルール解説や、テレビレッスン番組の構成なども手掛けた[4]。
- 2004年6月16日、心不全のため他界[5]。78歳没。

## 著書
- 君は青木功になれるか（1981年、山手書房）
- 土井新吉のゴルフ面白ばなし（1996年、日刊工業新聞社）